# Liste der Kulturdenkmale in Reußenköge
In der Liste der Kulturdenkmale in Reußenköge sind alle Kulturdenkmale der schleswig-holsteinischen Gemeinde Reußenköge (Kreis Nordfriesland) und ihrer Ortsteile (Stand: 10. März 2025).

## Legende
In den Spalten befinden sich folgende Informationen:
- Objekt-ID: die Nummer des Kulturdenkmales
- Lage: die Adresse des Kulturdenkmales und die geographischen Koordinaten. Kartenansicht, um Koordinaten zu setzen. In der Kartenansicht sind Kulturdenkmale ohne Koordinaten mit einem roten Marker dargestellt und können in der Karte gesetzt werden. Kulturdenkmale ohne Bild sind mit einem blauen Marker gekennzeichnet, Kulturdenkmale mit Bild mit einem grünen Marker.
- Offizielle Bezeichnung: Bezeichnung des Kulturdenkmales
- Beschreibung: die Beschreibung des Kulturdenkmales
- Bild: ein Bild des Kulturdenkmales

## Bauliche Anlagen
| Objekt-ID      | Lage                                                     | Offizielle Bezeichnung             | Beschreibung | Bild            |
| -------------- | -------------------------------------------------------- | ---------------------------------- | --- | --------------- |
| 5981           | Desmerciereskoog 4 (54° 34′ 17″ N, 8° 56′ 49″ O)         | Bauernhaus Petersen                | Bauernhaus; 1. Viertel 20. Jh.; eingeschossiger, traufständiger Backsteinbau unter Schopfwalmdach mit Risalit und breitem, geschweiften Backengiebel sowie polygonalem Standerker - Begründung: geschichtlich, Kulturlandschaft prägend - Schutzumfang: gesamtes Objekt - Denkmaltyp: Bauliche Anlage                                                                     | BW              |
| 1670 Wikidata  | Desmerciereskoog 12 (54° 35′ 0″ N, 8° 57′ 27″ O)         | Haus Koogsmühle (ehem. Müllerhaus) | Das Haus Koogsmühle war das Wohnhaus des Müllers der ursprünglich benachbarten Windmühle auf dem Deich zum Sophien-Magdalenen-Koog. Alteintragung (Aktualisierung vorgesehen) - Begründung: geschichtlich, wissenschaftlich, künstlerisch, Kulturlandschaft prägend - Schutzumfang: gesamtes Objekt - Denkmaltyp: Bauliche Anlage                                         | Fotos hochladen |
| 5982 Wikidata  | Louisenkoog 5 (54° 39′ 12″ N, 8° 51′ 19″ O)              | Wohn- und Wirtschaftsgebäude       | Alteintragung (Aktualisierung vorgesehen) - Begründung: Alteintragung (Aktualisierung vorgesehen) - Schutzumfang: Alteintragung (Aktualisierung vorgesehen) - Denkmaltyp: Bauliche Anlage | BW              |
| 5983 Wikidata  | Louisenkoog 5 (54° 39′ 13″ N, 8° 51′ 18″ O)              | Backhaus                           | Alteintragung (Aktualisierung vorgesehen) - Begründung: Alteintragung (Aktualisierung vorgesehen) - Schutzumfang: Alteintragung (Aktualisierung vorgesehen) - Denkmaltyp: Bauliche Anlage | BW              |
| 6007 Wikidata  | Sönke-Nissen-Koog 1 (54° 35′ 38″ N, 8° 54′ 32″ O)        | Hof Christian Paulsen              | Alteintragung (Aktualisierung vorgesehen) - Begründung: Alteintragung (Aktualisierung vorgesehen) - Schutzumfang: Alteintragung (Aktualisierung vorgesehen) - Denkmaltyp: Bauliche Anlage | Fotos hochladen |
| 5999 Wikidata  | Sönke-Nissen-Koog 11 (54° 36′ 39″ N, 8° 53′ 40″ O)       | Hof Reydam                         | Alteintragung (Aktualisierung vorgesehen) - Begründung: Alteintragung (Aktualisierung vorgesehen) - Schutzumfang: Alteintragung (Aktualisierung vorgesehen) - Denkmaltyp: Bauliche Anlage | BW              |
| 5998 Wikidata  | Sönke-Nissen-Koog 13 (54° 36′ 46″ N, 8° 53′ 35″ O)       | Hof Reupenköge                     | Alteintragung (Aktualisierung vorgesehen) - Begründung: Alteintragung (Aktualisierung vorgesehen) - Schutzumfang: Alteintragung (Aktualisierung vorgesehen) - Denkmaltyp: Bauliche Anlage | BW              |
| 5997 Wikidata  | Sönke-Nissen-Koog 20 (54° 37′ 12″ N, 8° 52′ 58″ O)       | Hof Keetmanshoop                   | Alteintragung (Aktualisierung vorgesehen) - Begründung: Alteintragung (Aktualisierung vorgesehen) - Schutzumfang: Alteintragung (Aktualisierung vorgesehen) - Denkmaltyp: Bauliche Anlage | BW              |
| 2698 Wikidata  | Sönke-Nissen-Koog 31a (54° 37′ 17″ N, 8° 52′ 54″ O)      | ehem. Schule                       | Alteintragung (Aktualisierung vorgesehen) - Begründung: Alteintragung (Aktualisierung vorgesehen) - Schutzumfang: Alteintragung (Aktualisierung vorgesehen) - Denkmaltyp: Bauliche Anlage | BW              |
| 5996 Wikidata  | Sönke-Nissen-Koog 38 (54° 37′ 17″ N, 8° 52′ 48″ O)       | Hof Karrasland                     | Alteintragung (Aktualisierung vorgesehen) - Begründung: Alteintragung (Aktualisierung vorgesehen) - Schutzumfang: Alteintragung (Aktualisierung vorgesehen) - Denkmaltyp: Bauliche Anlage | BW              |
| 5995 Wikidata  | Sönke-Nissen-Koog 39 (54° 37′ 26″ N, 8° 52′ 29″ O)       | Hof Kalkfontein                    | Alteintragung (Aktualisierung vorgesehen) - Begründung: Alteintragung (Aktualisierung vorgesehen) - Schutzumfang: Alteintragung (Aktualisierung vorgesehen) - Denkmaltyp: Bauliche Anlage | BW              |
| 5994 Wikidata  | Sönke-Nissen-Koog 41 (54° 37′ 32″ N, 8° 52′ 16″ O)       | Hof Kolmannskuppe                  | Alteintragung (Aktualisierung vorgesehen) - Begründung: Alteintragung (Aktualisierung vorgesehen) - Schutzumfang: Alteintragung (Aktualisierung vorgesehen) - Denkmaltyp: Bauliche Anlage | BW              |
| 6004 Wikidata  | Sönke-Nissen-Koog 42 (54° 37′ 41″ N, 8° 52′ 5″ O)        | Hofstelle Dr. Hennings             | Alteintragung (Aktualisierung vorgesehen) - Begründung: Alteintragung (Aktualisierung vorgesehen) - Schutzumfang: Alteintragung (Aktualisierung vorgesehen) - Denkmaltyp: Bauliche Anlage | Fotos hochladen |
| 5993 Wikidata  | Sönke-Nissen-Koog 43 (54° 37′ 59″ N, 8° 51′ 58″ O)       | Hof Martin Nissen                  | Alteintragung (Aktualisierung vorgesehen) - Begründung: Alteintragung (Aktualisierung vorgesehen) - Schutzumfang: Alteintragung (Aktualisierung vorgesehen) - Denkmaltyp: Bauliche Anlage | Fotos hochladen |
| 5992 Wikidata  | Sönke-Nissen-Koog 45 (54° 37′ 46″ N, 8° 51′ 49″ O)       | Hof Lüderitzbucht                  | Alteintragung (Aktualisierung vorgesehen) - Begründung: Alteintragung (Aktualisierung vorgesehen) - Schutzumfang: Alteintragung (Aktualisierung vorgesehen) - Denkmaltyp: Bauliche Anlage | Fotos hochladen |
| 6003 Wikidata  | Sönke-Nissen-Koog 46 (54° 37′ 48″ N, 8° 51′ 45″ O)       | Bauernhaus Paulsen                 | Alteintragung (Aktualisierung vorgesehen) - Begründung: Alteintragung (Aktualisierung vorgesehen) - Schutzumfang: Alteintragung (Aktualisierung vorgesehen) - Denkmaltyp: Bauliche Anlage | Fotos hochladen |
| 6002 Wikidata  | Sönke-Nissen-Koog 47 (54° 37′ 56″ N, 8° 51′ 33″ O)       | Katherinenhof                      | Alteintragung (Aktualisierung vorgesehen) - Begründung: Alteintragung (Aktualisierung vorgesehen) - Schutzumfang: Alteintragung (Aktualisierung vorgesehen) - Denkmaltyp: Bauliche Anlage | BW              |
| 6001 Wikidata  | Sönke-Nissen-Koog 48 (54° 37′ 58″ N, 8° 51′ 30″ O)       | Bauernhaus S. Nissen               | Alteintragung (Aktualisierung vorgesehen) - Begründung: Alteintragung (Aktualisierung vorgesehen) - Schutzumfang: Alteintragung (Aktualisierung vorgesehen) - Denkmaltyp: Bauliche Anlage | BW              |
| 5991 Wikidata  | Sönke-Nissen-Koog 49 (54° 38′ 0″ N, 8° 51′ 27″ O)        | Hof Volker Brodersen               | Alteintragung (Aktualisierung vorgesehen) - Begründung: Alteintragung (Aktualisierung vorgesehen) - Schutzumfang: Alteintragung (Aktualisierung vorgesehen) - Denkmaltyp: Bauliche Anlage | BW              |
| 13618 Wikidata | Sönke-Nissen-Koog 50 (54° 38′ 3″ N, 8° 51′ 23″ O)        | Bauernhof                          | Alteintragung (Aktualisierung vorgesehen) - Begründung: Alteintragung (Aktualisierung vorgesehen) - Schutzumfang: Alteintragung (Aktualisierung vorgesehen) - Denkmaltyp: Bauliche Anlage | BW              |
| 5990 Wikidata  | Sönke-Nissen-Koog 51 (54° 38′ 6″ N, 8° 51′ 17″ O)        | Hof Johannes Volquardsen           | Alteintragung (Aktualisierung vorgesehen) - Begründung: Alteintragung (Aktualisierung vorgesehen) - Schutzumfang: Alteintragung (Aktualisierung vorgesehen) - Denkmaltyp: Bauliche Anlage | BW              |
| 5989 Wikidata  | Sönke-Nissen-Koog 52 (54° 38′ 10″ N, 8° 51′ 11″ O)       | Marienhof                          | Alteintragung (Aktualisierung vorgesehen) - Begründung: Alteintragung (Aktualisierung vorgesehen) - Schutzumfang: Alteintragung (Aktualisierung vorgesehen) - Denkmaltyp: Bauliche Anlage | BW              |
| 5988 Wikidata  | Sönke-Nissen-Koog 53 (54° 38′ 16″ N, 8° 51′ 0″ O)        | Hof Nassens-Willy                  | Alteintragung (Aktualisierung vorgesehen) - Begründung: Alteintragung (Aktualisierung vorgesehen) - Schutzumfang: Alteintragung (Aktualisierung vorgesehen) - Denkmaltyp: Bauliche Anlage | BW              |
| 5987 Wikidata  | Sönke-Nissen-Koog 54 (54° 38′ 21″ N, 8° 50′ 55″ O)       | Hof Elisabethbay                   | Alteintragung (Aktualisierung vorgesehen) - Begründung: Alteintragung (Aktualisierung vorgesehen) - Schutzumfang: Alteintragung (Aktualisierung vorgesehen) - Denkmaltyp: Bauliche Anlage | BW              |
| 13723 Wikidata | Sönke-Nissen-Koog 55 (54° 38′ 35″ N, 8° 50′ 37″ O)       | Bauernhof                          | Alteintragung (Aktualisierung vorgesehen) - Begründung: Alteintragung (Aktualisierung vorgesehen) - Schutzumfang: Alteintragung (Aktualisierung vorgesehen) - Denkmaltyp: Bauliche Anlage | BW              |
| 5986 Wikidata  | Sönke-Nissen-Koog 56 (54° 38′ 46″ N, 8° 50′ 28″ O)       | Hof Niß Boy Ingwersen              | Alteintragung (Aktualisierung vorgesehen) - Begründung: Alteintragung (Aktualisierung vorgesehen) - Schutzumfang: Alteintragung (Aktualisierung vorgesehen) - Denkmaltyp: Bauliche Anlage | Fotos hochladen |
| 5985 Wikidata  | Sönke-Nissen-Koog 57 (54° 38′ 58″ N, 8° 50′ 22″ O)       | Bauernhaus Breckling               | Alteintragung (Aktualisierung vorgesehen) - Begründung: Alteintragung (Aktualisierung vorgesehen) - Schutzumfang: Alteintragung (Aktualisierung vorgesehen) - Denkmaltyp: Bauliche Anlage | Fotos hochladen |
| 5984 Wikidata  | Sönke-Nissen-Koog 58 (54° 39′ 2″ N, 8° 50′ 12″ O)        | Hof Christian Martensen            | Alteintragung (Aktualisierung vorgesehen) - Begründung: Alteintragung (Aktualisierung vorgesehen) - Schutzumfang: Alteintragung (Aktualisierung vorgesehen) - Denkmaltyp: Bauliche Anlage | BW              |
| 13613 Wikidata | Sönke-Nissen-Koog (54° 37′ 41″ N, 8° 52′ 2″ O)           | Hauslandschaft Sönke-Nissen-Koog   | Alteintragung (Aktualisierung vorgesehen) - Begründung: Alteintragung (Aktualisierung vorgesehen) - Schutzumfang: Alteintragung (Aktualisierung vorgesehen) - Denkmaltyp: Bauliche Anlage | BW              |
| 6009 Wikidata  | Sophien-Magdalenen-Koog 26 (54° 35′ 11″ N, 8° 57′ 13″ O) | Gaststätte Hoolstill               | Gaststätte Hoolstill; im Kern wohl 1789, Umbauten bez. 1870 und um 1910; exponierter eingeschossiger Halbwalmdachbau mit Backengiebel und Pultdachsaalanbau im Norden, mit Ziegelfassade und Reetdeckung, im Inneren historische Struktur und Zubehör - Begründung: geschichtlich, Kulturlandschaft prägend - Schutzumfang: gesamtes Objekt - Denkmaltyp: Bauliche Anlage | Fotos hochladen |

## Quelle
- Liste der Kulturdenkmale in Schleswig-Holstein – Kreis Nordfriesland (PDF)

- Karte mit allen Koordinaten:
- OSM |
- WikiMap